# Swazi (taal)
Het Swazi (Swazi: siSwati, Zoeloe: isiSwazi) is een Bantoetaal, die gesproken wordt in Swaziland en Zuid-Afrika. Er zijn ongeveer 2 miljoen sprekers en het wordt gegeven op een aantal scholen. Het is een van de twee officiële talen van Swaziland (samen met het Engels) en een van de twaalf officiële talen van Zuid-Afrika.
De taal staat dicht bij het Phuthi, dat in en rond Lesotho wordt gesproken, en het Zoeloe, dat wordt gesproken in KwaZoeloe-Natal. Veel Swazi's spreken ook Zoeloe, beide behoren tot de Ngunitalen.
Dialecten van de taal zijn Baca en Hlubi.

## Schrijftaal
Aanvankelijk gebruikten de Swazi´s als schrijftaal het Zoeloe, dat zo nauw met het Swazi verwant is dat de sprekers van beide talen elkaar kunnen verstaan. Pas vanaf de jaren zestig kwam er een Swazi schrijftaal tot stand, op basis van het dialect dat in Noord-Swaziland (in het bijzonder in de traditionele hoofdsteden Lobamba en Lozita) wordt gesproken. Een centrale rol speelde daarbij schrijver en historicus J.S.M. Matsebula, die zich ook inzette voor het Swazi als onderwijstaal.